# Antonio Barragán
Antonio Barragán Fernández (Pontedeume, 12 giugno 1987) è un ex calciatore spagnolo, di ruolo difensore.

## Caratteristiche tecniche
Terzino destro, all'occorrenza può giocare anche come esterno destro di centrocampo.

## Carriera

### Club
Nella sua carriera, Barragán ha giocato per il Siviglia B, per il Liverpool e per il Deportivo. Nell'estate del 2009 viene ceduto a titolo definitivo al Real Valladolid.

#### Valencia
Il 30 agosto 2011 passa per 1.5 milioni di euro al Valencia e firma un contratto quadriennale. Il 3 febbraio 2015 rinnova per altri due anni con i "pipistrelli".

#### Middlesbrough
Il 15 luglio 2016 passa per 2.7 milioni di euro al Middlesbrough e firma un contratto triennale.

### Nazionale
Ha giocato nelle nazionali giovanili spagnole, partendo dall'Under-17 sino alla nazionale spagnola Under-21.

## Statistiche

### Presenze e reti nei club
Statistiche aggiornate al 13 maggio 2016.
| Stagione               | Squadra                | Campionato             | Campionato | Campionato | Coppe nazionali | Coppe nazionali | Coppe nazionali | Coppe continentali | Coppe continentali | Coppe continentali | Altre coppe | Altre coppe | Altre coppe | Totale | Totale |
| Stagione               | Squadra                | Comp                   | Pres       | Reti       | Comp            | Pres            | Reti            | Comp               | Pres               | Reti               | Comp        | Pres        | Reti        | Pres   | Reti   |
| ---------------------- | ---------------------- | ---------------------- | ---------- | ---------- | --------------- | --------------- | --------------- | ------------------ | ------------------ | ------------------ | ----------- | ----------- | ----------- | ------ | ------ |
| 2005-2006              | Liverpool              | PL                     | 0          | 0          | FACup+CdL       | 0               | 0               | UCL                | 0                  | 0                  | SE+Cmc      | -           | -           | 1      | 0      |
| 2006-2007              | Deportivo              | PD                     | 16         | 2          | CR              | 0               | 0               |                    | -                  | -                  |             | -           | -           | 16     | 2      |
| 2007-2008              | Deportivo              | PD                     | 10         | 0          | CR              | 2               | 0               |                    | -                  | -                  |             | -           | -           | 12     | 0      |
| 2008-feb. 2009         | Deportivo              | PD                     | 0          | 0          | CR              | 0               | 0               | Int+CU             | 0                  | 0                  |             | -           | -           | 0      | 0      |
| Totale Deportivo       | Totale Deportivo       | Totale Deportivo       | 26         | 2          |                 | 2               | 0               |                    | 0                  | 0                  |             | -           | -           | 28     | 2      |
| 2009-2010              | Real Valladolid        | PD                     | 17         | 0          | CR              | 2               | 0               |                    | -                  | -                  |             | -           | -           | 19     | 0      |
| 2010-2011              | Real Valladolid        | SD                     | 23+2       | 0          | CR              | 4               | 1               |                    | -                  | -                  |             | -           | -           | 29     | 1      |
| ago. 2011              | Real Valladolid        | SD                     | 1          | 0          | CR              | 0               | 0               |                    | -                  | -                  |             | -           | -           | 1      | 0      |
| Totale Real Valladolid | Totale Real Valladolid | Totale Real Valladolid | 41+2       | 0          |                 | 6               | 1               |                    | -                  | -                  |             | -           | -           | 49     | 1      |
| 2011-2012              | Valencia               | PD                     | 18         | 0          | CR              | 3               | 0               | UCL+UEL            | 1+4                | 0                  |             | -           | -           | 26     | 0      |
| 2012-2013              | Valencia               | PD                     | 14         | 0          | CR              | 4               | 0               | UCL                | 5                  | 0                  |             | -           | -           | 23     | 0      |
| 2013-2014              | Valencia               | PD                     | 20         | 0          | CR              | 2               | 0               | UEL                | 9                  | 1                  |             | -           | -           | 31     | 1      |
| 2014-2015              | Valencia               | PD                     | 34         | 1          | CR              | 2               | 0               |                    | -                  | -                  |             | -           | -           | 36     | 1      |
| 2015-2016              | Valencia               | PD                     | 24         | 0          | CR              | 5               | 0               | UCL+UEL            | 3+3                | 0                  |             | -           | -           | 35     | 0      |
| Totale Valencia        | Totale Valencia        | Totale Valencia        | 110        | 1          |                 | 16              | 0               |                    | 25                 | 1                  |             | -           | -           | 151    | 2      |
| Totale carriera        | Totale carriera        | Totale carriera        | 179        | 3          |                 | 24              | 1               |                    | 26                 | 1                  |             | -           | -           | 229    | 5      |

## Palmarès

### Nazionale
- Campionato d'Europa Under-19: 1

2006